# Катастрофа Boeing 707 на Монтсеррате
Катастрофа Boeing 707 на Монтсеррате — авиационная катастрофа, произошедшая 17 сентября 1965 года. Авиалайнер Boeing 707-121B авиакомпании Pan American выполнял межконтинентальный рейс PA292 по маршруту Фор-де-Франс—Сент-Джонс—Санта-Крус—Сан-Хуан—Нью-Йорк, но на подлёте к Сент-Джонсу врезался в склон горы Чанс Маунтин на острове Монтсеррат. Погибли все находившиеся на его борту 30 человек — 21 пассажир и 9 членов экипажа.

## Самолёт
Boeing 707-121B (регистрационный номер N708PA, заводской 17586, серийный 001) был выпущен в 1957 году и 20 декабря совершил свой первый полёт. 30 ноября 1958 года был передан авиакомпании Pan American, в которой получил имя Clipper Constitution. Оснащён четырьмя турбовентиляторными двигателями Pratt & Whitney JT3D-3B. На день катастрофы налетал 19 127 часов.

## Экипаж
Самолётом управлял опытный экипаж, его состав был таким:
- Командир воздушного судна (КВС) — 43-летний Хью Дж. Хендерсон (англ. Hugh J. Henderson). Очень опытный пилот, в авиакомпании Pan American проработал около 20 лет (с 1945 года). Управлял самолётами Curtiss C-46, Convair CV-240, -340 и -440, Douglas DC-3, DC-4, DC-6 и DC-7, а также Boeing 720. Налетал 15 354 часа, 297 из них на Boeing 707.
- Второй пилот — 43-летний Джон А. Макникол (англ. John A. McNicol). Опытный пилот, управлял самолётами Douglas DC-4 и Boeing 720. Налетал 9788 часов, 181 из них на Boeing 707.
- Бортинженер — 44-летний Норман А. Карлсон (англ. Norman A. Carlson). Налетал 8782 часа, 481 из них на Boeing 707.
- Сменный второй пилот — 32-летний Хью Б. Миллер (англ. Hugh B. Miller). Опытный пилот, управлял самолётами Douglas DC-6 и DC-7. Налетал 547 часов, 188 из них на Boeing 707.

В салоне самолёта работали 5 бортпроводников.

## Хронология событий
Самолёт вылетел из аэропорта Эме Сезёр, Фор-де-Франс и направился в Нью-Йорк с промежуточными посадками в Сент-Джонсе и Сан-Хуане. На борту находились 21 пассажир и 9 членов экипажа. При подлёте к международному аэропорту Сент-Джонса в штормовую погоду, на высоте 841 метр самолёт врезался в гору Чанс Маунтин, высотой 915 метров, на Монтсеррате и сгорел. Причиной была названа ошибка пилота: экипаж допустил навигационную ошибку и снизился ниже безопасной минимальной высоты, не будучи уверенным в своём положении.